# Колорадо (річка в Техасі)
Річка Колорадо (ісп. Río Colorado) — одна з головних річок (поряд із Ріо-Гранде) на південному заході США та в північній Мексиці. Річка довжиною 1450 миль (2330 км), 5-та за довжиною в Сполучених Штатах, дренує великий посушливий вододіл, який охоплює частини семи штатів США та двох штатів Мексики. Назва Колорадо походить від іспанської мови, що означає «кольоровий червонуватий» через велику кількість мулу. Починається в центральній частині Скелястих гір Колорадо, тече в основному на південний захід через плато Колорадо і через Великий каньйон, перш ніж досягти озера Мід на кордоні Аризони та Невади, де повертає на південь до міжнародного кордону. Після входу в Мексику Колорадо наближається до переважно сухої дельти річки Колорадо на краю Каліфорнійської затоки між Нижньою Каліфорнією та Сонорою.
Басейн річки Колорадо.
Витоки річки Колорадо в національному парку Скелясті гори, Колорадо
Колорадо починається на перевалі Ла-Пудр у Ніколи Літніх горах у національному парку Скелясті гори, Західний схил, малонаселеному регіоні, визначеному частиною штату на захід від Континентального вододілу. Коли вона тече на південний захід, вона набирає сили завдяки багатьом невеликим притокам, а також більшим, включаючи річки Блю, Ігл і Роарінг Форк. Пройшовши через каньйон Де-Бек, Колорадо виходить із Скелястих гір у Гранд-Веллі, великий регіон для землеробства та скотарства, де впадає в одну зі своїх найбільших приток, річку Ганнісон, у Гранд-Джанкшн. Більша частина верхів’я річки — це швидкий потік білої води завширшки від 200 до 500 футів (60-150 м) і глибиною від 6 до 30 футів (2-9 м), за кількома помітними винятками, такими як плес Чорної гірки де річка має глибину майже 100 футів (30 м).[14][15] У кількох районах, таких як болотиста долина Кавуніче біля витоків [16] і Гранд-Веллі, він демонструє плетені характеристики [15].
Річка Колорадо на виході зі Сполучених Штатів у Мексику
Колора́до (англ. Colorado River, ісп. Río Colorado) — 18-та за довжиною річка США та найдовша річка, що цілком знаходиться на території штату Техас, хоча частина її басейну і заходить на територію штату Нью-Мексико. Річка має довжину 1380 км та тече переважно на південний схід з округу Доусон через міста Марбл-Фоллз, Остін, Бастроп, Смітсвілл, Ла-Ґранде, Коламбус, Вортон і Бей-Сіті. Біля останнього річка впадає в затоку Матагорда Мексиканської затоки.

## Каскад ГЕС
На річці розташовано ГЕС Buchanan, ГЕС Вірц, ГЕС Марбл-Фоллс, ГЕС Менсфілд, ГЕС Том Міллер.